# Hans Hansson (militär född 1927)
Hans Bernhard Hansson, född 3 april 1927 i Norrköping, död 29 september 2013 i Nyhamnsläge, var en svensk officer i Flygvapnet.

## Biografi
Hansson blev fänrik i Flygvapnet 1950. Han befordrades till löjtnant 1952, till kapten 1961, till major 1965, till överstelöjtnant 1970, till överste 1975 och till överste av 1:a graden 1976.
Hansson inledde sin militära karriär 1950, åren 1956–1958 var han styrman på SAS. 1966–1969 var han avdelningschef vid Östra militärområdesstaben (Milo Ö). 1969–1974 var han kurschef vid  Militärhögskolan (MHS). 1974–1975 var han chef för Centralavdelningen vid Flygstaben. 1975–1976 var han ställföreträdande sektorflottiljchef och tillika flottiljchef för Norrbottens flygflottilj (F 21/ÖN 3), och åren 1976–1980 var han sektorflottiljchef för flottiljen. 1980–1982 var han flyginspektör vid Övre Norrlands militärområdesstaben (Milo ÖN). 1982–1987 var han stabschef vid Första flygeskadern (E 1). Hansson avgick som överste av 1:a graden 1987. Efter sin militära karriär var han verksam åren 1988–1996 vid Nationalencyklopedin (NE).
Hansson var gift två gånger. Det första äktenskapet var med Inga-Britt Wibner åren 1950–1952, de fick två barn tillsammans, Per Olof och Eva Kristina. År 1970 gifte han om sig med Inger Björklund.
Hansson är gravsatt i minneslunden på Brunnby kyrkogård.